# 常田新橋
常田新橋（ときだしんばし）は、長野県上田市の千曲川に架かる橋長485 m（メートル）、幅員14.5 - 20.5 mの千曲川に架かる上田市道踏入小牧線の桁橋である。長野県上田市の道路橋としては小牧橋に次いで2番目に市道として建設された橋である。

## 概要
橋中央にモニュメントがあり、周囲の展望ができる。本橋計画時の上田市では千曲川を渡る交通は上田橋・古舟橋・小牧橋の3橋に集中しており、渋滞緩和に向けて国による上田大橋と市による常田新橋が同時期に計画・整備された。常田新橋は上田新橋の仮称で建設が進められ、戦国時代から続く常田の地名から常田新橋と命名された。
- 形式 - 鋼5径間および4径間連続箱桁橋
- 活荷重 - B活荷重
- 橋長 - 485.000 m
  - 支間割 - (40.150 m + 49.000 m + 66.000 m + 66.000 m + 48.200 m) + (48.200 m + 58.000 m + 58.000 m + 48.150 m)
- 幅員 - 14.5 - 20.5 m[1]
  - 車道 - 7.500 m
  - 歩道 - 両側3.500 m（標準幅員）
- 床版 - I形鋼格子床版（鉄筋コンクリート）
- 総鋼重 - 2,710 t
- 施工 - 住友重機械工業・高田機工JV、三井造船[注釈 1]・川崎製鉄[注釈 2]JV、宮地鐵工所[注釈 3]・川田工業JV、横河ブリッジ・東京鐵骨橋梁[注釈 4]JV
- 竣工 - 1998年度（平成10年度）
- 架設工法 - トラッククレーンベント工法

## 歴史
- 1983年度（昭和58年度） - 上田駅周辺整備構想調査報告書で新橋架設計画が提案される。その後、1991年度（平成3年度）・1992年度（平成4年度）の上田都市圏交通計画でも提案される[5]。
- 1994年（平成6年）9月 - 上田市補正予算で上田新橋の調査費が計上される[6]。
- 1995年度（平成7年度） - 取付道路着工[1][2]。
- 1996年（平成8年）10月17日 - 着工[7]。
- 1999年（平成11年）
  - 2月25日 - 上田大橋と共に正式名称が決定する[3]。
  - 8月10日 - 常田新橋ロードフェスティバル'99が開催され、同日夜には上田千曲川花火大会でも歩行者に解放された[8][9]。
  - 10月23日 - 長野県上田市に架かる橋としては6番目の橋として開通[1][10]。
  - 開通後は花火大会の時期には鑑賞客用の歩行者天国として開放されている。

## 周辺
- イオン上田ショッピングセンター
- 日本無線上田工場
- 北陸新幹線
- しなの鉄道線